# World Series 1976
Die World Series 1976 war die 73. Auflage des Finals der Major League Baseball. Es standen sich die Meister der American League, die New York Yankees, und der Champion der National League, die Cincinnati Reds, gegenüber. Die Best-Of-Seven Serie startete am 16. und endete am 21. Oktober 1976. Sieger durch einen 4:0-Sieg wurden die Cincinnati Reds, die damit ihren Titel aus dem Vorjahr verteidigen konnten und ihre insgesamt vierte Meisterschaft erringen konnten.
Als MVP der Serie wurde Cincinnatis Catcher Johnny Bench ausgezeichnet.

## Der Weg in die World Series
|  | League Championship Series | League Championship Series | League Championship Series |  |  | World Series | World Series     | World Series |
|  |                            |                            |                            |  |  |              |                  |              |
|  |                            |                            |                            |  |  |              |                  |              |
|  | East                       | New York Yankees           | 3                          |  |  |              |                  |              |
|  | West                       | Kansas City Royals         | 2                          |  |  |              |                  |              |
|  |                            |                            |                            |  |  | AL           | New York Yankees | 0            |
|  |                            |                            |                            |  |  | NL           | Cincinnati Reds  | 4            |
|  | East                       | Philadelphia Phillies      | 0                          |  |  |              |                  |              |
|  | West                       | Cincinnati Reds            | 3                          |  |  |              |                  |              |
|  |                            |                            |                            |  |  |              |                  |              |

## Übersicht der Spiele
| Spiel | Datum              | Gast             | Score | Heim             | Score | Gesamtstand (NYY-CIN) | Ballpark           | Zuschauer |
| ----- | ------------------ | ---------------- | ----- | ---------------- | ----- | --------------------- | ------------------ | --------- |
| 1     | 16. Oktober 1976   | New York Yankees | 1     | Cincinnati Reds  | 5     | 0–1                   | Riverfront Stadium | 54.826    |
| 2     | 17. Oktober 1976   | New York Yankees | 3     | Cincinnati Reds  | 4     | 0–2                   | Riverfront Stadium | 54.816    |
| 3     | 19. Oktober 1976   | Cincinnati Reds  | 6     | New York Yankees | 2     | 0–3                   | Yankee Stadium     | 56.667    |
| 4     | 21. Oktober 1976 1 | Cincinnati Reds  | 7     | New York Yankees | 2     | 0–4                   | Yankee Stadium     | 56.700    |

## Die Spiele im Einzelnen

### Spiel 1
Samstag, 16. Oktober 1976 im Riverfront Stadium in Cincinnati, Ohio
| Team       | 1 | 2 | 3 | 4 | 5 | 6 | 7 | 8 | 9 | R | H  | E |
| ---------- | - | - | - | - | - | - | - | - | - | - | -- | - |
| New York   | 0 | 1 | 0 | 0 | 0 | 0 | 0 | 0 | 0 | 1 | 5  | 1 |
| Cincinnati | 1 | 0 | 1 | 0 | 0 | 1 | 2 | 0 | 0 | 5 | 10 | 1 |

Starting Pitchers: NYY – Doyle Alexander  CIN – Don Gullett   WP: Don Gullett (1–0)   LP: Doyle Alexander (0–1)  

### Spiel 2
Sonntag, 17. Oktober 1976 im Riverfront Stadium in Cincinnati, Ohio
| Team       | 1 | 2 | 3 | 4 | 5 | 6 | 7 | 8 | 9 | R | H  | E |
| ---------- | - | - | - | - | - | - | - | - | - | - | -- | - |
| New York   | 0 | 0 | 0 | 1 | 0 | 0 | 2 | 0 | 0 | 3 | 9  | 1 |
| Cincinnati | 0 | 3 | 0 | 0 | 0 | 0 | 0 | 0 | 1 | 4 | 10 | 0 |

Starting Pitchers: NYY – Catfish Hunter  CIN – Fred Norman   WP: Jack Billingham (1–0)   LP: Catfish Hunter (0–1)  

### Spiel 3
Dienstag, 19. Oktober 1976 im Yankee Stadium in New York, New York
| Team       | 1 | 2 | 3 | 4 | 5 | 6 | 7 | 8 | 9 | R | H  | E |
| ---------- | - | - | - | - | - | - | - | - | - | - | -- | - |
| Cincinnati | 0 | 3 | 0 | 1 | 0 | 0 | 0 | 2 | 0 | 6 | 13 | 2 |
| New York   | 0 | 0 | 0 | 1 | 0 | 0 | 1 | 0 | 0 | 2 | 8  | 0 |

Starting Pitchers: CIN – Pat Zachry  NYY – Dock Ellis   WP: Pat Zachry (1–0)   LP: Dock Ellis (0–1)  SV: Will McEnaney (1)  

### Spiel 4
Donnerstag, 21. Oktober 1976 im Yankee Stadium in New York, New York
| Team       | 1 | 2 | 3 | 4 | 5 | 6 | 7 | 8 | 9 | R | H | E |
| ---------- | - | - | - | - | - | - | - | - | - | - | - | - |
| Cincinnati | 0 | 0 | 0 | 3 | 0 | 0 | 0 | 0 | 4 | 7 | 9 | 2 |
| New York   | 1 | 0 | 0 | 0 | 1 | 0 | 0 | 0 | 0 | 2 | 8 | 0 |

Starting Pitchers: CIN – Gary Nolan  NYY – Ed Figueroa   WP: Gary Nolan (1–0)   LP: Ed Figueroa (0–1)  SV: Will McEnaney (2)  